# Marionettenregierung
Marionettenregierung ist eine abwertende Bezeichnung für eine von einem fremden Staat eingesetzte und von ihm abhängige Regierung. Das von einer solchen Regierung geleitete Gemeinwesen wird dann als Marionettenstaat bezeichnet.

## Bedeutung
Die Bezeichnung bezieht sich auf die als Marionette bezeichnete Puppenform, deren Bewegungen ein Spieler mit Hilfe von Fäden kontrolliert. Sie ist abwertend und wird daher von Kritikern benutzt. Marionettenregierungen wird unterstellt, keine Souveränität zu besitzen, obwohl sie alle äußeren Zeichen formaler Unabhängigkeit aufwiesen. In Wirklichkeit seien sie aber bloße Organe des Staates, der sie eingesetzt habe, aber selbst kein Staat. Der Begriff wird zum Teil synonym zu Satellitenstaat benutzt, dem aber gemeinhin ein gewisses Maß an Souveränität zugebilligt wird, während ein Marionettenstaat nur nominell souverän sei. Ob ein Gemeinwesen souverän sei oder nicht, lässt sich laut dem türkischen Sozialwissenschaftler Ersun N. Kurtulus nicht immer eindeutig bestimmen, hier gebe es eine „Grauzone“. Satellitenstaaten und Marionettenregimen sei gemeinsam, dass sie durch die Intervention einer fremden Macht entstanden, die wesentlichen Einfluss auf ihre Herrschaftsstrukturen nehme, ohne von der betroffenen Bevölkerung oder deren Regierung dazu eingeladen worden zu sein. Der Unterschied zu einer Kolonie bestehe darin, dass der dominierende Staat, nachdem er gewaltsam die Kontrolle über das betreffende Territorium errungen habe, bei Marionettenstaaten die Fiktion einer Unabhängigkeit aufrechterhalte, bei einer Kolonie nicht. Als Marionettenregierungen gelten vor allem solche Regime, die im Zuge einer Okkupation mit dem Ziel installiert wurden, die Verantwortung des dominierenden Staates für Rechtsverletzungen auf dem Territorium des besetzten Gebiets zu kaschieren.

## Verwendung
Im 20. und 21. Jahrhundert wurden und werden immer wieder Regierungen, die von anderen Staaten eingesetzt oder unterstützt werden, als Marionettenregierungen bezeichnet. Als Höhepunkt nennt Kurtulus die Zwischenkriegszeit und den Zweiten Weltkrieg. „Prototyp“ eines Marionettenstaats sei das Kaiserreich Manchukuo, das 1932 von Japan eingerichtet wurde. Es genoss aber immerhin ein gewisses Maß an Eigenständigkeit. Auch die von Japan installierte Neuorganisierte Regierung der Republik China in Nanjing (1940–1945) gilt als Marionettenregierung.
Das nationalsozialistische Deutschland setzte mehrere Regierungen ein, die als Marionettenregierungen gelten, so die kurzlebige Bundesregierung Seyß-Inquart in Österreich (11. bis 13. März 1938), das Ustascha-Regime des Unabhängigen Staats Kroatien (1941–1945), das Quisling-Regime in Norwegen (1942–1945) oder 1943 die Italienische Sozialrepublik.
Im Zuge der Spaltung Deutschlands nach dem Zweiten Weltkrieg wurde die Bundesregierung unter Konrad Adenauer (CDU) von der DDR als ein „von den Gnaden des Dollarimperialismus abhängiger […] Marionetten‘staat’ mit einer Marionettenregierung und einer von den USA oktroyierten, […] antideutschen Verfassung“ bezeichnet.
Die Regierung in Taipeh ist aus Sicht der Volksrepublik China eine „Marionettenregierung“ der Vereinigten Staaten von Amerika. Auch die Republik Khmer (1970–1975) unter Lon Nol galt als völlig von den USA abhängig. Protagonisten der Studentenbewegung in der Bundesrepublik Ende der 1960er Jahre wie Rudi Dutschke bezeichneten alle westlich orientierten Regierungen der Dritten Welt als Marionettenregierungen des Imperialismus, die es zu bekämpfen gelte.
Die nach der türkischen Invasion 1983 ausgerufene, international nicht anerkannte Türkische Republik Nordzypern (seit 1975/1983) wird von westlichen politischen Kommentatoren als Marionettenstaat der Türkei angesehen. Die 1978 von der Sowjetunion installierte Demokratische Republik Afghanistan galt ebenfalls als Marionettenstaat.
Mehrere separatistische Regime, die sich im 21. Jahrhundert unter der Ägide Russlands bildeten, werden als Marionettenregierungen bezeichnet, namentlich Südossetien und Abchasien, die sich von Georgien abspalteten, Transnistrien, das sich von der Republik Moldau abspaltete, und die Volksrepubliken Donezk und Luhansk, die im Zuge des Russisch-Ukrainischen Kriegs entstanden. Sie alle sind international nicht anerkannt. Es wird angenommen, dass Putins Ziel beim russischen Überfall auf die Ukraine 2022 war, die Regierung des demokratisch gewählten Präsidenten der Ukraine Wolodymyr Selenskyj durch ein Marionettenregime zu ersetzen.
Unter amerikanischen Neonazis ist die antisemitische Verschwörungstheorie verbreitet, die Bundesregierung der Vereinigten Staaten wäre eine Zionist Occupied Government, eine von Juden kontrollierte Marionettenregierung. Vonseiten der deutschen Neuen Rechten und Rechtsextremisten wird die deutsche Bundesregierung dagegen als Marionettenregierung der USA delegitimiert. Auch in der teilweise rechtsextremen Reichsbürgerbewegung wird dieser Vorwurf erhoben.
In der russischen Propaganda wird die Ukraine als von Neonazis geführter Marionettenstaat des Westens hingestellt.